# Coupe du monde de cyclo-cross 1993-1994
Navigation
1994-1995
La 1re édition de la coupe du monde de cyclo-cross s'est déroulée entre les mois d'octobre 1993 et janvier 1994. Elle comprenait cinq manches disputées par les hommes. Le classement général a été remporté par le Belge Paul Herijgers.

## Résultats
| #  | Lieu           | Date        | Vainqueur         | Deuxième            | Troisième           |
| -- | -------------- | ----------- | ----------------- | ------------------- | ------------------- |
| 1. | Eschenbach     | 3 octobre   | Paul Herijgers    | Daniele Pontoni     | Beat Breu           |
| 2. | Eindhoven      | 17 novembre | Paul Herijgers    | Radomír Šimůnek sr. | Richard Groenendaal |
| 3. | Igorre         | 12 décembre | Paul Herijgers    | Danny De Bie        | Adrie van der Poel  |
| 4. | Loenhout       | 29 décembre | Marc Janssens     | Adrie van der Poel  | Paul Herijgers      |
| 5. | Saint-Herblain | 15 janvier  | Dominique Arnould | Emmanuel Magnien    | Daniele Pontoni     |

## Classement final
|    | Coureur              | Pays     | Pts |
| 1  | Paul Herijgers       | Belgique | 73  |
| 2  | Danny De Bie         | Belgique | 50  |
| 3  | Marc Janssens        | Belgique | 48  |
| 4  | Dominique Arnould    | France   | 34  |
| 5  | Peter Van Den Abeele | Belgique | 34  |
| 6  | Beat Wabel           | Suisse   | 29  |
| 7  | Daniele Pontoni      | Italie   | 28  |
| 8  | Richard Groenendaal  | Pays-Bas | 28  |
| 9  | Karl Kaelin          | Suisse   | 21  |
| 10 | Cyrille Bonnand      | France   | 20  |